# II Gmina Kościoła Jezusa Chrystusa Świętych w Dniach Ostatnich w Warszawie
II Gmina Warszawa Kościoła Jezusa Chrystusa Świętych w Dniach Ostatnich w Warszawie – jedna z dwu gmin mormońskich działających w Warszawie (obok pierwszej), należąca do polskiego warszawskiego dystryktu Kościoła Jezusa Chrystusa Świętych w Dniach Ostatnich.
Siedziba gminy mieści się przy ul. Wiktorskiej 69.